# Volfrám-karbid

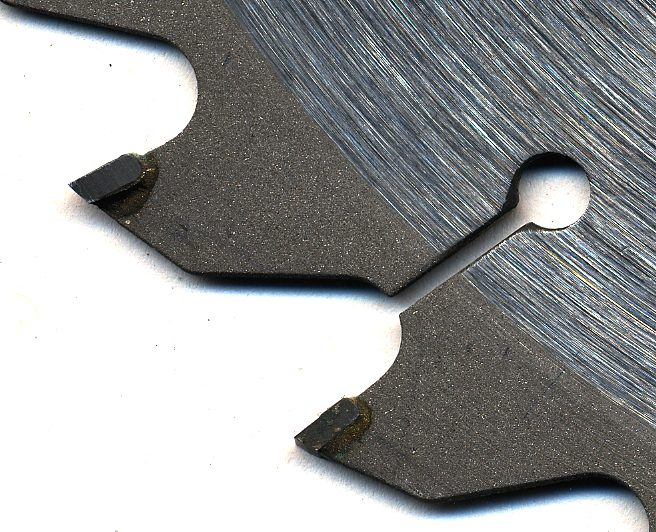
Acél körfűrészpenge vídia vágófelületekkel

A volfrám-karbid nagy keménységű, kopásálló kerámia. Első ízben 1917-ben állították elő.
Rideg anyagok forgácsolására használják, marógépekben, az ütvefúrók hegyét is ebből szokták készíteni. Porának belélegzése köhögést, érintése bőrszáradást okoz.
A volfrám-karbid alapú (egykarbidos) keményfémek jelölése: DR, ISO-jele: K.
A vídia volfrám- és titán-karbidból porkohászati eljárással előállított keményfémötvözet. Főleg különleges igénybevételnek kitett forgácsoló szerszámok (esztergakések, fúrók, húzógyűrűk) anyaga, de használják a mélyfúrásokhoz is. A vídia a widia szó magyarosított változata, a widia szó pedig szóösszevonásként keletkezett a német wie diamant (ejtsd: vi diamant, jelentése: „mint a gyémánt”) szavakból, és 1933 óta védett német és nemzetközi márkanév. Magát a terméket a Krupp cég már az 1927-es Lipcsei vásáron bemutatta.